# 詹姆斯·法羅斯
詹姆斯·麦肯齐·法罗斯（英語：James Mackenzie Fallows，1949年8月2日—）是美国《大西洋月刊》的一名记者，也曾在《纽约时代杂志》、《纽约书评》等杂志工作，并一度担任吉米·卡特的演讲稿撰写人。他是美国和中国多所大学的客座教授，针对美国和中国的当代问题出版过多本书籍，2019年当选美国文理科学院院士。